# Загатальское восстание
Загатальское восстание (азерб. Zaqatala üsyanı) —  антисоветское, антибольшевистское вооружённое выступление с целью свержения Советской власти в Азербайджане, которое произошло в июне 1920 года в городе Загатале и во всём Загатальском уезде.

## Предыстория
После оккупации Азербайджана, загатальские коммунисты 29 апреля 1920 года образовали Временный уездный революционный комитет под председательством Закарийи Балахлинского (секретарь — Салех Годжаев) и провозгласили переход власти во всём уезде к «означенному учреждению». Спустя два дня они провели митинг в городе Загатала под лозунгом защиты Советской власти. Однако в начале  коммунисты, не располагавшие достаточной военной силой, были не в состоянии установить полный контроль над уездом. В первые дни Советской оккупации в Загатальском уезде порядок на местах и на границе с Грузией, продолжал обеспечивать Загатальский полк, который входил в армию Азербайджанской Демократической Республики. Эта военная часть отказалась подчиняться Уездному ревкому. Подобное положение дел отмечалось в отчёте комитета, где говорилось о неповиновении полка, насчитывающего 800 человек личного состава. В донесении члена Загатальского уездного ревкома Меджида Годжаева в Баку сообщалось, что в городе расположен полк в 800 штыков под командованием полковника Ахмеда Дибирова, который отказывался выполнять распоряжения представителей советской власти. Уездный революционный комитет считал необходимым отстранить полковника от командования, однако за неимением специалиста, способного заменить его, не мог осуществить задуманное. Не обладавшему подготовленными кадрами для инициирования необходимых революционных мер Уездному ревкому на какое-то время пришлось смириться со сложившейся ситуацией.
Б. Моллачиханов — последний губернатор, назначенный властями Азербайджанской Демократической Республики, в начале был даже утверждён советскими властями в качестве губернского комиссара. Вскоре в уезд начали прибывать части XI Красной Армии, которые приступили к самочинным обыскам в домах и предались элементарному грабежу. Как отмечалось в официальных документах того времени, несмотря на наличие Уездного ревкома, реальная власть принадлежала армейским частям. При этом войска частично были расквартированы в жилых домах, командование же занималось продовольственными реквизициями и повальными арестами. Подобное поведение было характерно для деятельности XI Красной Армии во всём Азербайджане. Произвол и бесчинство красноармейцев приняли такие масштабы, что фактически военные структуры перестали считаться с местным ревкомом. Особо преуспела, совместно с ЧК и Особым отделом, в грабежах и насилии над мирным населением Загатальского уезда отдельная кавалерийская дивизия под командованием Пётр Васильевич Курышко. В письме революционного комитета Гахского участка от 28 мая 1920 года отмечался ущерб в 3 000 000 рублей, нанесённый кавалерийской дивизией, а также отражены факты арестов, пыток и оскорблений местных жителей со стороны представителей Особого отдела. Безоружное население искало спасения в горах и лесах, бросив дома и скот на произвол судьбы.

## История
Бесчинства со стороны большевиков вызывали противодействия со стороны местного населения. С начала июня в уезде происходит повсеместная подготовка к вооружённому восстанию. В мечетях, на сельских сходах имамы и старосты призывали население к борьбе против «красных частей, осквернивших исламскую религию». Подготовкой к восстанию руководил особый комитет, который возглавлял староста и имам селения Тала Хафиз Эфенди Мулла Рамазан оглы, имевший авторитет во всём округе. Комитет по подготовке к восстанию вёл активные переговоры с правительством Грузии, в те дни энергично успешно противодействовавшей попыткам Красной Армии вторгнуться в пределы страны, и просил военной помощи в целях изгнания советских войск из уезда. Узнав об этом, командование красными частями для выяснения подробностей переговоров и намерений грузинской стороны тайно переправило в Грузию председателя Закатальского Уездного революционного комитета. Балахлинского и заместителя командира батальона пограничной стражи Кузнецова. Притворившись противниками советской власти, они вели переговоры с командованием грузинских пограничных войск в Лагодехи. В ходе переговоров 6 июня 1920 года им было заявлено, что «будет оказана помощь всем, кто обратиться за содействием меньшевистскому правительству для изгнания войск Советской России из Азербайджана. Власть национальных сил в Закаталах будет восстановлена и все коммунисты будут расстреляны».
В телеграмме, отправленной командиром 2-го конного полка Водопьяновым и военным комиссаром XI Красной Армии Ткачовым высшему командованию, указывалось, что на территории Грузии скапливаются антисоветские силы — бывшие офицеры Закатальского полка. Двое из офицеров — Абакаров и Мурадов, опознали Балахлинского и потребовали его ареста. Он смог избежать ареста и вернуться назад. Упомянутые офицеры, узнав через своих шпионов о пересечении границы советскими агентами, захватили Кузнецова и передали грузинскому командованию, которое собиралось расстрелять его. Кузнецов отказал в помощи в поимке Балахлинского и был отпущен. Затем он помог освободиться Балахинскому.
В конце мая — начале июня 1920 года советские войска, находящиеся в Азербайджане, были переброшены в Гянджу и Карабах для подавления антибольшевистских восстаний. Из-за этого на какое-то время численность красных частей в Загатальском уезде значительно уменьшилась. Воспользовавшись этим обстоятельством, влиятельные общественные деятели уезда: Хафиз Эфенди Мулла Рамазан оглу, Хаджи Гурбан Хаджи Ибрагим оглу, Шейхзаде Шейх Мулла, Магомед Шейх Ахмед оглу, Муслим Эфенди, Аслан-бек Кардашев, Бешир-бек Галаджиев и другие — подняли народ против новой власти. Главнокомандующим повстанческими силами был избран Хафиз Эфенди, а его помощником — Хаджи Гурбан. Подготовка к восстанию была проведена на высоком уровне из-за того, что в рядах восставших было много офицеров, служивших в царской и азербайджанской армиях и хорошо владевших военным делом. Восставшие хотели свержение советской власти в Загатальсом уезде, изгнание красных войск и восстановление власти национальных сил.
Повстанцы, численностью в 3000 человек, без особого труда одержав верх над советскими частями, 9 июня 1920 года захватили Загатальскую крепость. Загатальский полк под командованием полковника Ахмеда Дибирова занял нейтралитет, а один из батальонов полка примкнул к восставшим. Члены Уездного ревкома, находящиеся в крепости, были арестованы. Повстанцы объявили своей победе в уезде. Был образован Особый комитет обороны Загатальского уезда во главе с Хафизом Эфенди, который вынес смертный приговор членам ревкома. Хафиза Эфенди дал указание жителям селений, расположенных вдоль реки Алазань, раздать оружие, а также дан приказ усилить охрану границы уезда.
Правительственные войска не были задействованы в полной мере в первые дни, поскольку основные силы были брошены на подавление Гянджинского и Карабахского восстаний. Член Революционного военного совета XI Красной армии Весник приказал ввести военные силы в уезд, как только были получены сведения о захвате восставшими Закатальской крепости. Командование VII Кавказской дивизии, выделив из частей, привлечённых к подавлению Карабахского восстания, одну бригаду и пластунский полк, отправило их в Загаталу.
Первое столкновение произошло 9 июня между конной разведывательной группой, присланной для рекогносцировки местности, и отрядом повстанцев. Красноармейская разведывательная конная группа, потеряв 6 бойцов, вынуждена была отступить. Конный отряд, присланный на следующий день VII Кавказской дивизии, также потерпел поражение. Командование советскими частями в этом районе в донесении в Реввоенсовет XI армии причинами поражения в первых столкновениях с повстанцами указывал на горный рельеф.
Для того чтобы предотвратить помощь повстанцам со стороны Грузии, Реввоенсовет XI Армии принял меры. Азербайджанское правительство не должно было допустить вмешательства Грузии в происходящие в Загатальском округе события. Из поступивших потом сообщений становится ясно, что Грузинское правительство предоставило обещанную помощь Загатальским повстанцам, хотя в меньших объёмах, чем предполагалось. «Одновременно со вводом наших войск в Загатальский уезд для подавления контрреволюционного мусаватистского восстания сюда же вошли грузинские военные части с целью оказания помощи восставшим. Мы стараемся не допускать столкновений наших войск с грузинскими частями. Однако если восстание не будет своевременно ликвидировано, то Закатальский уезд превратится в гнездо азербайджанской контрреволюции», — именно так сообщалось в телеграмме члена Кавбюро Г. К. Орджоникидзе народному комиссару по иностранным делам РСФСР Георгию Чичерину от 13 июня.
К этому времени повстанцы уже свергли советскую власть в уезде. События могли выйти из-под контроля, положение становится всё серьёзнее. Повстанческие силы собирались двинуться в сторону Евлаха, намереваясь соединиться с восставшими в Карабахе. Красноармейское командование эти новости подвигли ускорить подготовку плана штурма Загатальской крепости для освобождения приговорённых к смерти членов уездного ревкома и восстановления советской власти. В Загатальский уезд были переброшены батальон из коммунистов-добровольцев из Баку, бригада VII Кавказской дивизии, пластунский полк, II конный полк, одна бригада ХХ дивизии, участвовавшей в подавлении Карабахского восстания, бронемашина и артиллерия. Ставилась задача с целью подавления восстания и разоружения населения. Большевики хотели 16 июня перейти в наступление и атаковать крепость, где расположились повстанцы. Для осуществление поставленной задачи под командование Водопьянова передавались VII Кавказская дивизия, отряд из коммунаров-добровольцев, 58-я пехотная бригада и 27-й бронированный отряд. Командирам 58-й бригады Тодорскому и 32-й дивизии Штегеру для поступления в распоряжение Водопьянова было приказано к 15 июня прибыть в Нуху.

Водопьянов, которому было поручено руководство решающими операциями вошёл в Загатальский уезд 16 июня, согласно плану. Член Азревкома Алиев был назначен помощником Водопьянова. Первым поражением восставших стала битва у крепости 18 июня. После той победы большевиков, командование красными частями приняло ряд мер безопасности. В приказе от 18 июня, отданном командующим XI армии Левандовским командиру действовавших в уезде частей Водопьянову:

«Разместить в селениях Ашагы Лахидж, Гах-Ингилой, Чобанкёл сильные гарнизоны, а остальные силы сосредоточить в городе Закаталы. Для разоружения жителей селений Закатальского уезда вплоть до границы с Грузией составить специальную экспедиционную команду, основной ударной силой которой должны служить отряды в селениях Гах-Ингилой и Чобанкёл, оснащённые артиллерией. Из красноармейцев конной разведывательной группы 58-й бригады создавать сторожевые пункты на Азербайджано-грузинской границе, в перевале Лагодехи-Габагчёль-Газахпапагы, на дороге Муганлы-Падар. До урегулирования отношений между Азербайджаном и Грузией оставить VII Кавказскую дивизию в Закаталах. Не идти на стычки с грузинскими регулярными частями; а если возникнет такая опасность, следует напомнить о существовании мирного договора между Россией и Грузией от 7 мая 1920 г. и о том, что согласно тому договору Красная Армия не намерена вести боевые действия против грузинских войск».

Решающий бой произошёл 20 июня. Рано утром, в Загатальском уезде многочисленные части XI армии с помощью артиллерии и бронированной техники начали штурм крепости с восставшими людьми. В продолжавшейся до самого вечера кровавой битве повстанцы не смогли устоять перед численным превосходством и хорошим вооружениям врага. Сопротивление защитников крепости было подавлено. Переход Загатальской крепости к большевикам фактически решил судьбу восстания. Восставшие вынуждены были отступить в горы и леса. Потери повстанцев были больше в десять раз противника (≈300 пострадавших, среди которых убиты и раненные).
Восставшие партизаны в последующие дни и дальше сопротивлялись в разных частях уезда, но были жестоко подавлены. Большевистские власти приступили к карательным мерам против участвовавших в волнениях и вооружённых выступлениях. Ставилась задача устроить заставы и сторожевые пункты на дорогах к границе Загатальского уезда с Грузией. Для предотвращения возможных волнений и уничтожения вооружённых приказано было разместиться в качестве резервной вспомогательной силы вдоль реки Алазань.

## Последствия
С 21 июня в Загатальском уезде под предлогом карательных мер начались аресты, сопровождаемые грабежами и насилием большевиков. Красноармейцы и представители Особого отдела производили обыски в домах, осуществляли массовые аресты. Жилища арестованных подвергались грабежу со стороны большевиков, скот переходил в распоряжение воинских частей, расположенных в соответствующем районе. Погромы опустошали целые селения, порой в них оставались одни старики, женщины и дети.  Из-за больших масштабов грабежей армейскому командованию приходилось констатировать: «Красная Армия довела столь богатую область до такого состояния, что населению не под силу содержать не только войсковые части, но и себя».
Несмотря на поражение, повстанцы не были уничтожены полностью. Некоторые скрывались в лесах и горах, другая часть — в Грузии. Отдельные отряды под предводительством Хафиза Эфенди, Муслима Эфенди, Аслан-бек Кардашев и Бешир-бек Галаджиев ждали удобного случая для организации нового восстания в приграничном с Загатальским уездом районе Грузин — Лагодехи. Однако в феврале 1921 года Грузинское правительство было свергнуто и было заменено большевиками.

## Причины поражения
Поражение было обусловлено такими факторами, как не просчитанные до мелочей и не всегда решительные шаги руководителей восстания, а также серьёзные просчёты тактического и оперативного характера. Повстанческие силы не смогли установить связь между другими антибольшевистскими силами Азербайджана. Промедление руководителей повстанцев привело к потере ценного времени и позволило командованию красноармейцев перебросить подкрепление и дополнительные части в район боевых действий.